# Antonio Pacinotti
Antonio Pacinotti (Pisa, 17 de juny de 1841 - 24 de març de 1912) va ser un físic italià. Va dissenyar l'armadura elèctrica en anell, que feu possible que seguidament Zénobe-Théophile Gramme desenvolupés la primera versió comercial de la dinamo, anomenada la màquina de Gramme.

## Biografia
Va formar part del cos d'enginyers en la segona guerra d'independència d'Itàlia; després va ser astrònom a Florència (1862) i professor en la Universitat de Bolonya (1864), Cagliari (1873) i Pisa (1882).

## Estudis científics i invenció de la dinamo
Va estudiar els problemes de producció de corrents elèctrics que es plantejaven en la seva època, i va tenir la idea de donar forma anular a l'induït de les màquines elèctriques, el 1864, és a dir, uns cinc anys abans que Zénobe Gramme. Aquest tipus d'induït es denomina anell de Pacinotti. El 1863 va publicar un article a la revista científica Il Nuovo Cimento en la que descrivia en detall les particularitats del seu anell.
També va insistir en la reversibilitat del seu aparell, que podia servir de motor. El 1880 va rebre la Medalla Matteucci, premi atorgat per l'Acadèmia Nacional de Ciències d'Itàlia.
Pacinotti no va trobar un ambient favorable a l'explotació comercial del seu inventa a Itàlia i va intentar comercialitzar-lo en altres països. A parís el presentà a Demoulin, director de l'empresa Froment i a un empleat seu, Zénobe-Théophile Gramme, al qui Pacinotti donà explicacions del funcionament i esquemes de la màquina amb el supòsit de que aquesta informació faria interessar-los en la seva fabricació i explotació comercial.  Zénobe Gramme va presentar el 1869 el seu propi anell, fortament influenciat en el de Pacnotti, provocant una controvèrsia sobre la paternitat de l'invent.
Pacinotti va publicar, sense èxit, una carta de protesta a la revista Comptes Rendus, la revista de l'Acadèmia Francesa de les Ciències, però el seu descobriment no li fou reconegut.

## Anell de Pacinotti
La innovació de Pacinotti consistia en canviar la forma de l'induït, passant aquest a ser toroïdal amb unes protuberàncies o dents disposades a intervals regulars. L'espai entre cada dent s'embolcallava de fil conductor, formant una bobina electromagnètica. La bobina es feia girar sobre els dos pols d'un imant permanent, generant un corrent altern. Amb la forma circular de la bobina es suavitzaven les variacions de corrent que generava, perquè una gran part de la bobina estava sempre dintre del flux magnètic de l'imant. El disseny de l'anell de Pacinotti fou adoptat per les dinamos de Gramme, Siemens i Edison.
La ubicació de la bobina, sobre els dos pols i no entre ells, es deu al fet que a mitjans del segle xix el coneixement sobre el camp magnètic d'un imant estava basat en l'observació de com els imants atreien els materials ferromagnètics a una certa distància. El que no se sabia era que la densitat de flux sobre els pols era menor que entre ells, de forma que el rendiment de l'anell era menor.

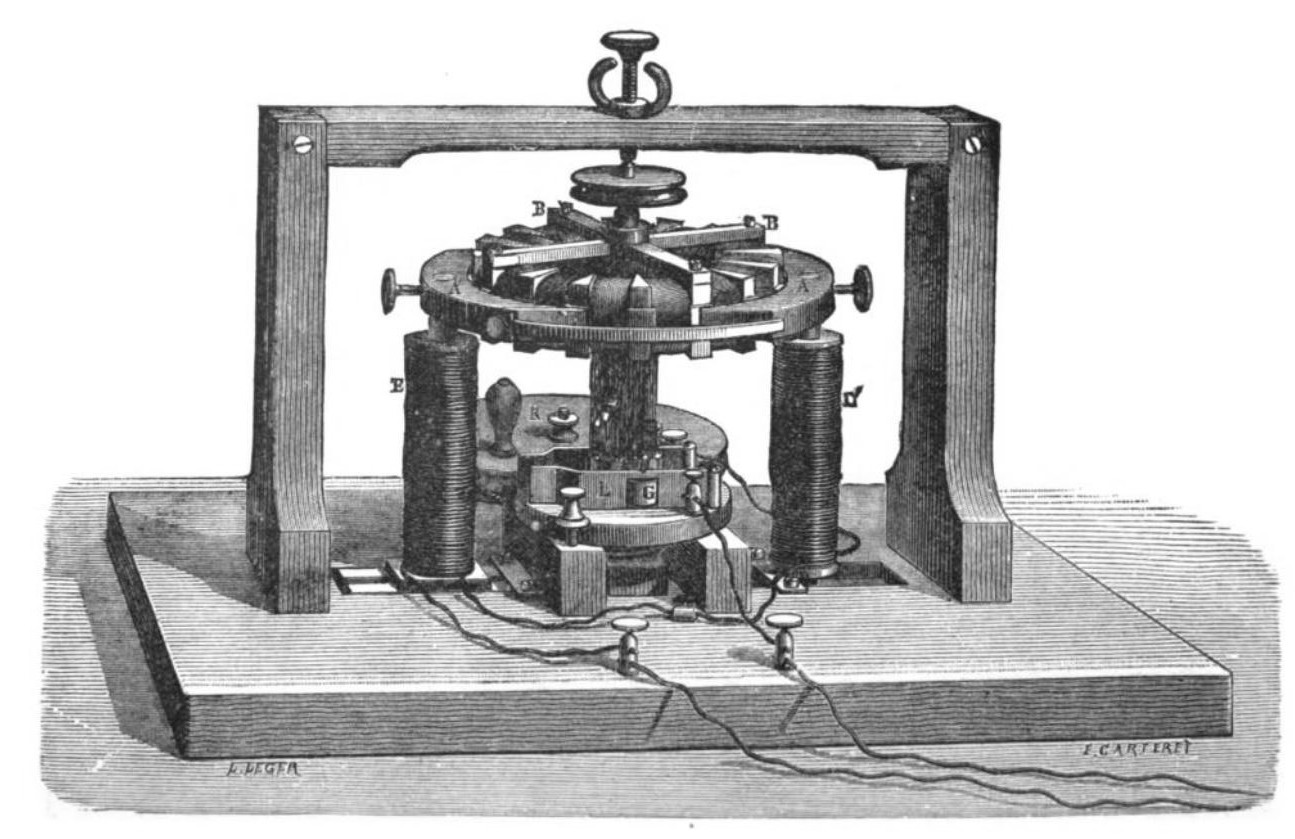
Dinamo de Pacinotti
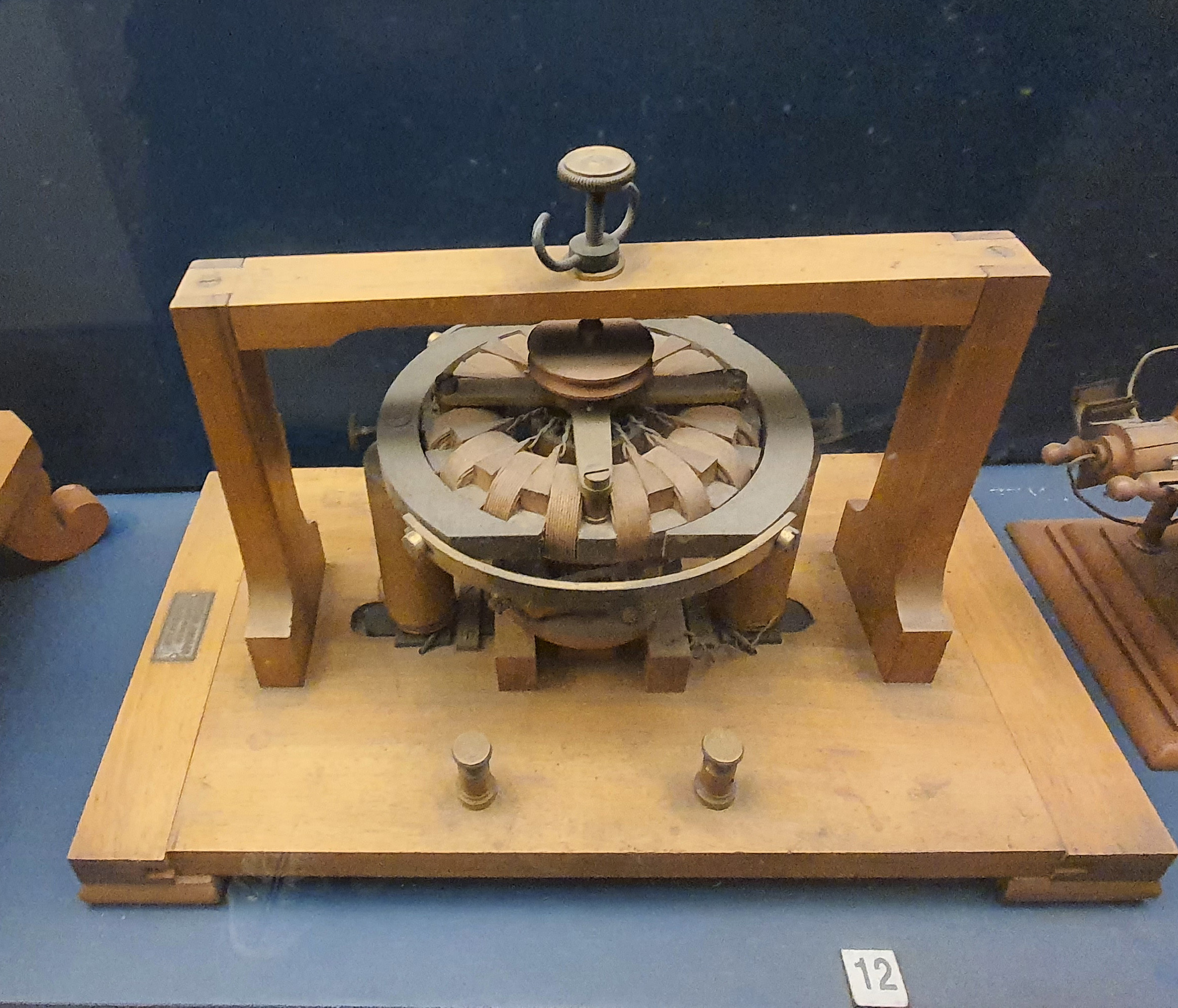
Rèplica de la dinamo de Pacinotti, 1861